# Lily Taylor (Tennisspielerin)
Lily Taylor (* 2. September 2006 in London, Vereinigtes Königreich) ist eine australische Tennisspielerin.

## Karriere
Taylor spielt vorrangig Turniere auf der ITF Junior Tour und der ITF Women’s World Tennis Tour, wo sie bisher je einen Titel im Einzel und Doppel gewinnen konnte.
2021 gewann sie den Titel der U14 im Einzel und Doppel bei den australischen Meisterschaften und gewann jeweils im Einzel und Doppel zwei ITF World Junior Tour Titel.
2022 erhielt sie eine Wildcard für das Hauptfeld des Juniorinneneinzels der Australian Open, wo sie in der ersten Runde Dominika Šalková mit 2:6 und 4:6 unterlag. Im Mai 2022 trat sie für Australien im Junior Billie Jean King Cup der U16 für Australien an.

## Persönliches
Lily ist die Tochter von Gabriel und Donna und hat zwei jüngere Schwestern Ava und Cleo.

## Turniersiege

### Einzel
| Nr. | Datum        | Turnier   | Kategorie | Belag     | Finalgegnerin | Ergebnis      |
| --- | ------------ | --------- | --------- | --------- | ------------- | ------------- |
| 1.  | 8. Juni 2025 | San Diego | ITF W15   | Hartplatz | Aspen Schuman | 5:7, 6:2, 6:1 |

### Doppel
| Nr. | Datum         | Turnier   | Kategorie | Belag     | Partnerin       | Finalgegnerinnen                   | Ergebnis         |
| --- | ------------- | --------- | --------- | --------- | --------------- | ---------------------------------- | ---------------- |
| 1.  | 14. Juni 2025 | San Diego | ITF W15   | Hartplatz | Lily Fairclough | Kristina Nordikyan Anita Sahdijewa | 2:6, 6:2, [10:4] |